# Escullera (Sant Feliu de Guíxols)
L'Escullera és una obra de Sant Feliu de Guíxols (Baix Empordà) inclosa a l'Inventari del Patrimoni Arquitectònic de Catalunya.

## Descripció
Element urbà destinat al resguard del port i la platja de la vila, dels temporals de mar. És un sortint de 510 metres de llargària paral·lel a la costa. Està fet de ciment armat. Són dos camins que finalitzen en una placeta on hi ha un far de poca potència. El camí inferior és ample i permet el pas dos cotxes, l'altre camí és superior i estret com un passeig de vianants. Per la part de mar, recorrent tota la llargària de l'escullera, uns grans blocs de ciment frenen les onades.

## Història
El nou impuls donat el port pel comerç amb Amèrica a mitjans del segle xviii, coincidí amb la naixença de la indústria del suro a la vila, i des dels anys 1880 fins a la primera Guerra Mundial- època d'or suro-tapera- hi hagué un extraordinari moviment portuari. En 1748-88 s'havia sol·licitat la construcció d'un port nou, però l'escullera actual no fou iniciada fins al 1904. El projecte fou aprovat gràcies a les gestions de Salvador Jaer i Eduard Carbonell. La primera pedra fou posada per Alfons XIII, que arribà per mar amb Antoni Maura. L'obra s'acabà el 1910.